# Люлинці (Кременецький район)
Лю́линці — село в Україні, у Лановецькій міській громаді Кременецького району Тернопільської області. Розташоване на правому березі річки Буглівка, на півдні району. Нижче по течії на відстані 1 км розташоване село Огризківці, на протилежному березі — село Буглів. До 2020 року було підпорядковане Буглівській сільраді.
Кінець ХІХ ст.- 64 господарства, 407 мешканців.
Населення — 265 осіб (2001).

## Історія
Люлинці розташоване  в 2 верствах від Плиски, волості Вишгородоцької, від Житомира - 240 верств, від Кременця - 50 верств, від найближчої залізничної станції Волочиськ - 40 верств. Від найближчої поштової станції Вишгородок – 7 верств. Від найближчих сіл: Ванжулів – 3 верстви, Плиски – 2 верстви, Печірної – 3 верстви, Кутиски - 3 верстви.
Походження назви села достеменно невідоме.Є дві версії. Перша- назва села походить від імені татарського воєначальника Юлли. Друга - назва пов'язана з іменем сина слов'янської богині Лади - Леля, який опікувався маленькими дітьми. Співали матері своїм дітям "Люлі - люлі, лелю - лелю". Після видозмінення букв село отримало назву Люленці. 
У 1540 році від пана Енгельгарда до князів надійшла скарга на жителів сіл Булаївці, Огрешковці та Люленці про пошкодження покосів на землях його маєтностей. Ця скарга зберігається в обласному музеї. Після чого села змінили назви на Буглів, Огризківці, та не змінилося Люлинці.
1565 р. - перша писемна згадка. (село перебувало у власності Антона, Дмитра і Сави Гневошевичів).
1703 р. - побудована дерев'яна церква.
1711 р. - неподалік спаленої церкви татарами, побудована нова дерев'яна церква на кошти дворянина В.Сулковича-Козачінського та частково прихожан.
1851 - 1883 р. храм покрили бляхою, пофарбували, розписали всередині.
1883 р. 5 липня - відвідав церкву архієпископ Волинський та Житомирський Палладій.
1892 р. 12 листопада - освятили Святомихайлівську церкву.
На 1936 рік село входило до ґміни Білозірка Кременецького повіту.
За часів СРСР село мало назву Юлинці.
12 червня 2020 року, відповідно до розпорядження Кабінету Міністрів України № 724-р «Про визначення адміністративних центрів та затвердження територій територіальних громад Тернопільської області» увійшло до складу Лановецької міської громади.
19 липня 2020 року, в результаті адміністративно-територіальної реформи та ліквідації Лановецького району, село увійшло до складу Кременецького району.

## Відомі особистості
В поселенні народився:
- Ящук Петро Лаврентійович (* 1948) — український поет, краєзнавець.

## Пам'ятки
- Церква св. Михаїла (1892, дерев'яна).

- Насипано могилу воякам УПА.

## Галерея

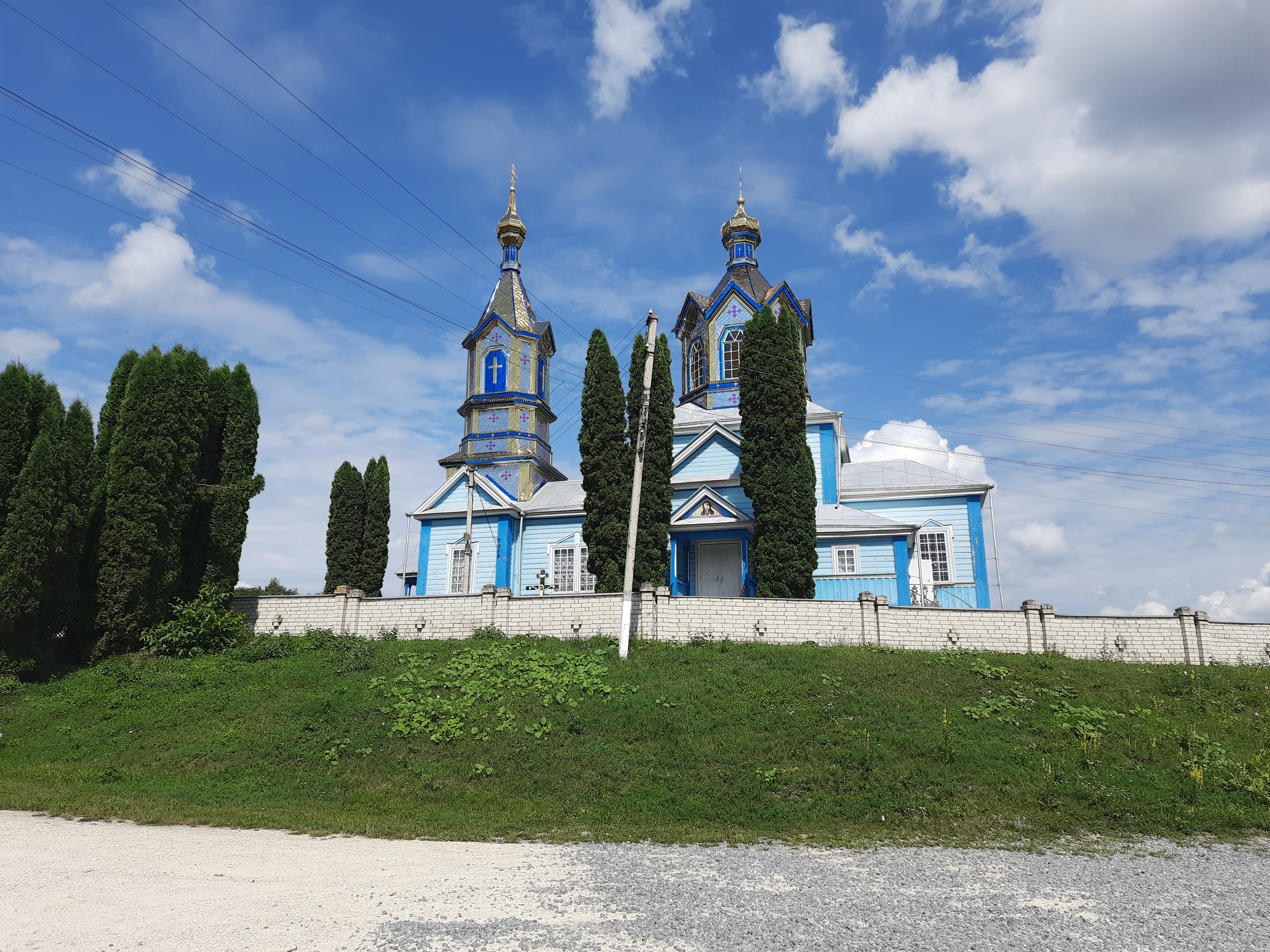
Церква Святого Архістратига Михаїла
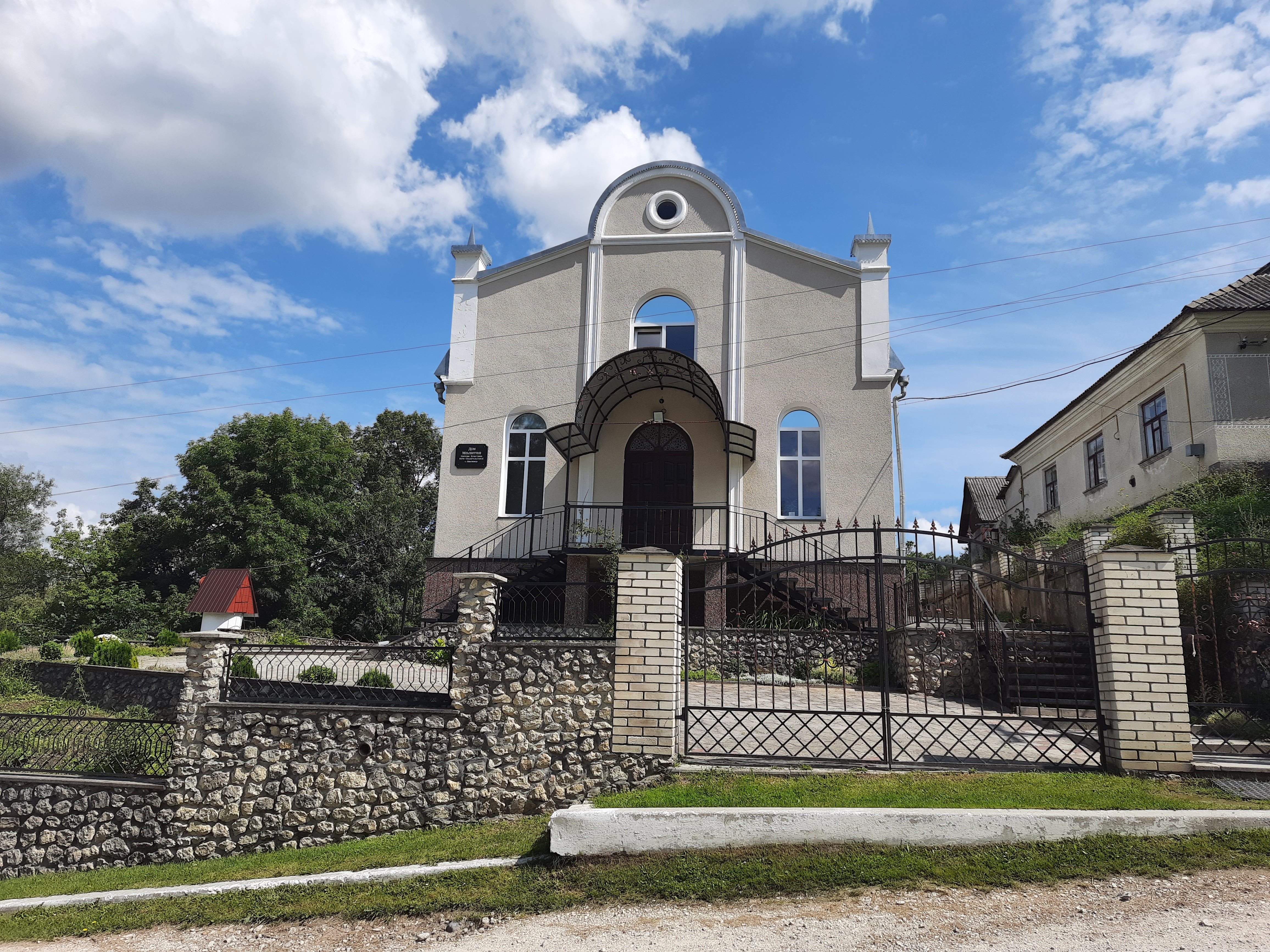
Дім молитви
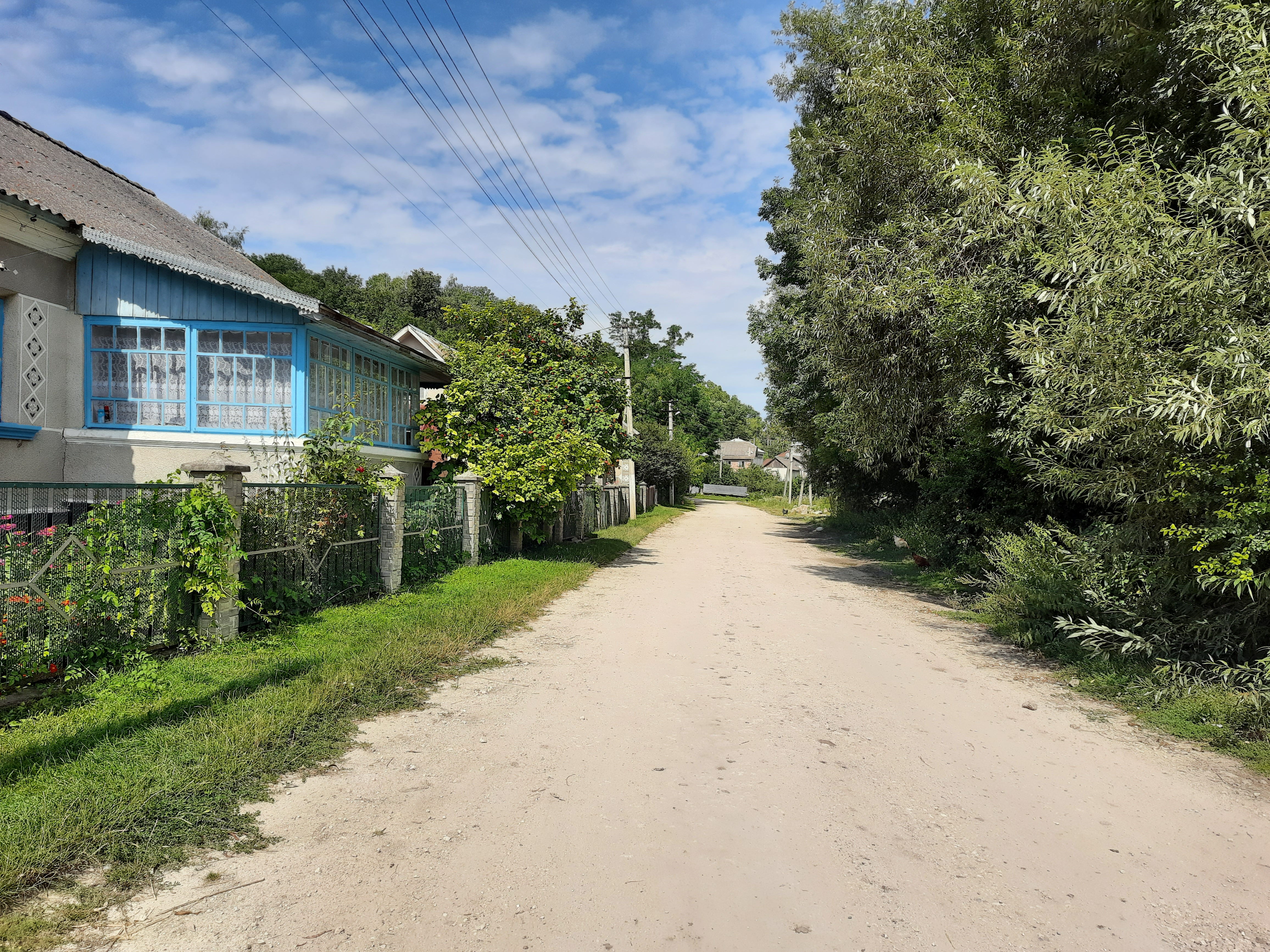
Сільська вулиця
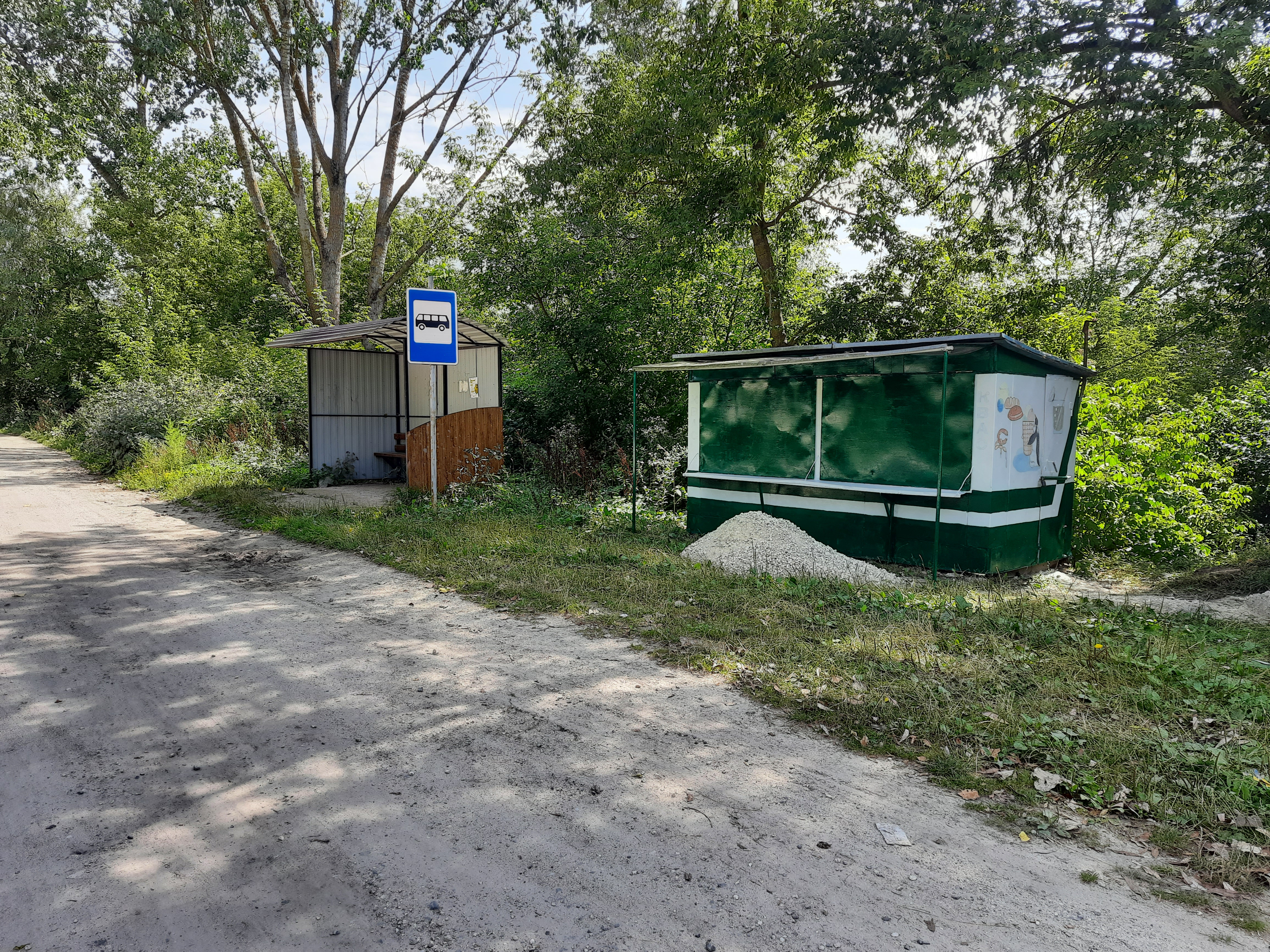
Автобусна зупинка
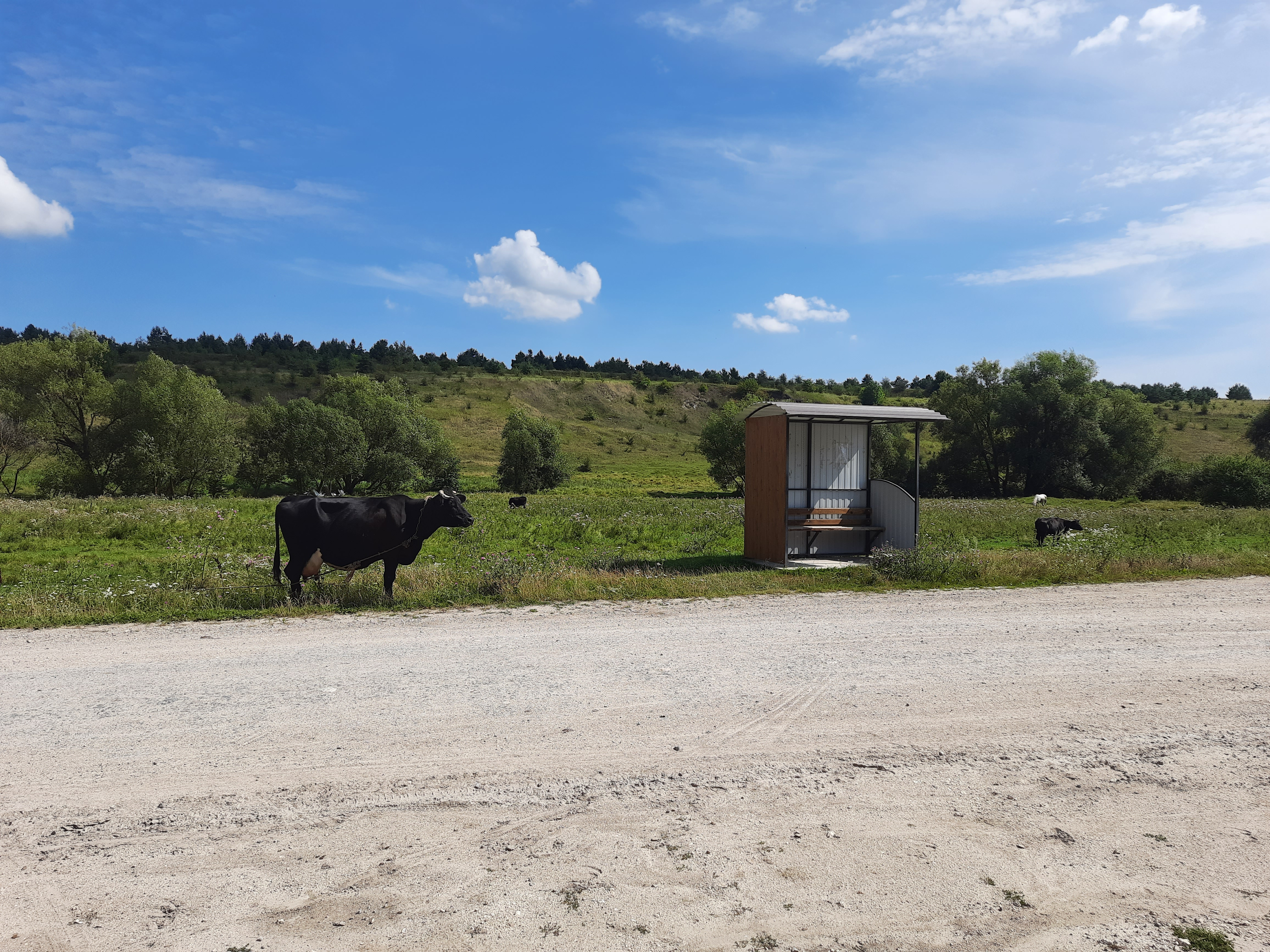
Сільський пейзаж